# Buick Somerset
 (octobre 2009).
Si vous disposez d'ouvrages ou d'articles de référence ou si vous connaissez des sites web de qualité traitant du thème abordé ici, merci de compléter l'article en donnant les références utiles à sa vérifiabilité et en les liant à la section « Notes et références ».

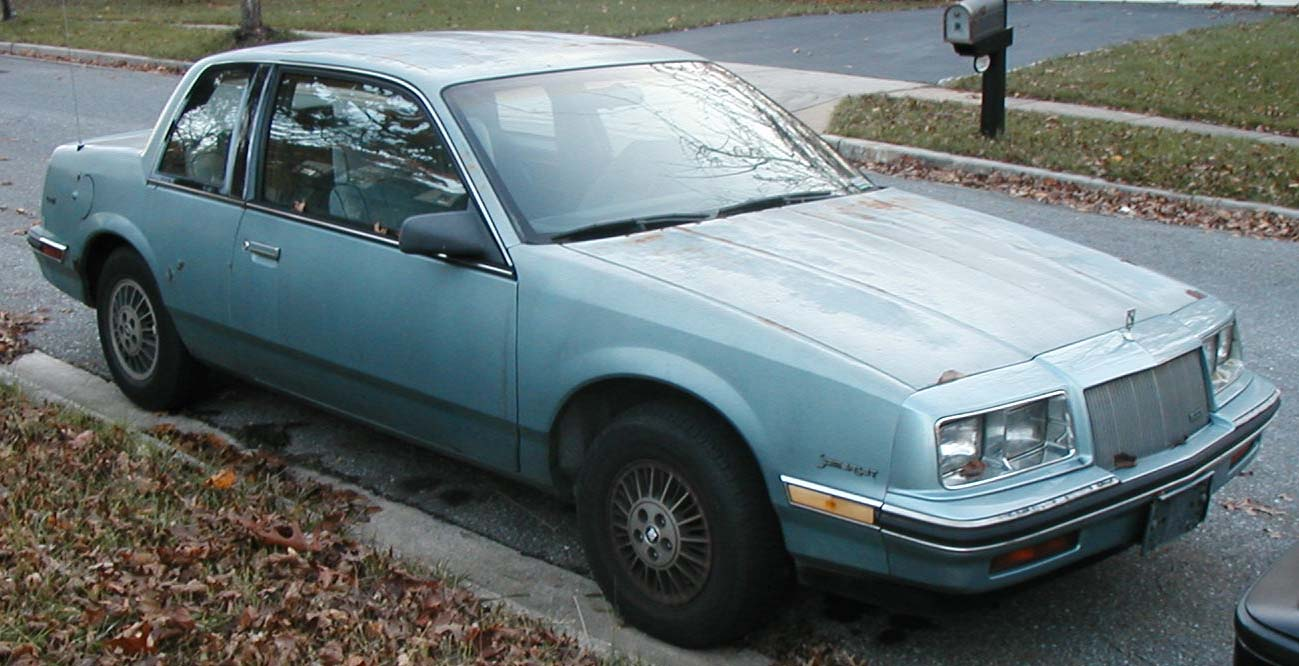
Une Buick Somerset

Le nom Buick Somerset fut d'abord utilisé par le constructeur américain Buick entre 1980 et 1984 pour désigner une édition spéciale du modèle Regal à propulsion.
En 1985, ce nom est apparu sur une nouvelle voiture montée sur la nouvelle plate-forme "N" de General Motors qui remplaçait la Skylark 2 portes montée sur la plate-forme "X" de GM. Une livrée "Somerset Regal" de cette voiture était disponible ce qui créait de la confusion car ce modèle n'avait rien à voir avec la Buick Regal. En 1986, la version 4 portes de cette voiture "N" était introduite pour remplacer la Skylark "X" 4 portes et reprenait le nom de celle-ci. En 1988, les modèles 2 portes furent renommés "Skylark" pour mettre un terme à la confusion.